# Kaka Point
Kaka Point – miasto w Nowej Zelandii, na Wyspie Południowej, w regionie Otago.